# 查尔斯·维格斯
查尔斯·维格斯（英語：Charles Vigurs，1888年7月11日—1917年2月22日），英国男子竞技体操运动员。他曾获得1912年夏季奥运会体操比赛男子团体全能铜牌。他也参加了1908年夏季奥运会。